# Editor web
Un editor web és un programari que permet crear pàgines web. Encara que el marcatge d'HTML d'una pàgina web pot ser escrit amb qualsevol editor de text, els editors d'HTML especialitzats són més convenients i afegeixen funcionalitat. Per exemple, molts editors d'HTML treballen no tan sols amb HTML, sinó també amb tecnologies relacionades com CSS, l'XML i JavaScript o ECMAScript. En alguns casos també gestionen comunicació amb servidors de webs remots mitjançant FTP i WebDAV, i sistemes de gestió de la versió com CVS o Subversion.

## Marcatge vàlid d'HTML
L'HTML és un llenguatge de marques estructurat. Hi ha certes regles sobre com s'ha d'escriure l'HTML si s'ajusta als estàndards W3C per a la World Wide Web. Seguir aquestes normes significa que els llocs web són accessibles en tots els tipus i marques d'ordinador, per a persones amb discapacitat, i també en dispositius sense fils com telèfons mòbils i PDA, amb les seves ampladas de banda i mides de pantalla limitades. No obstant això, la majoria dels documents HTML a la web no compleixen els requisits dels estàndards W3C. En un estudi dut a terme el 2011 en els 350 llocs web més populars (seleccionats per l'índex Alexa), el 94 per cent dels llocs web fallen les proves de marcadors i validació de fulls d'estils web, o apliquen la codificació de caràcters de manera inadequada. Fins i tot aquells documents sintàcticament correctes poden ser ineficients a causa d'un ús innecessari de la repetició, o basant-se en normes que han estat quedat obsoletes. Les recomanacions actuals del W3C sobre l'ús de CSS amb HTML van ser formalitzades per primera vegada per W3C el 1996 i han estat revisades i refinades des de llavors. Vegeu CSS, XHTML, la recomanació actual de CSS del W3C i la recomanació HTML actual del W3C.
Aquestes directrius posen l'accent en la separació del contingut (HTML o XHTML) de l'estil (CSS). Això té el benefici de lliurar la informació d'estil una vegada per a tot un lloc, no repetit en cada pàgina, i molt menys en cada element HTML. Els dissenyadors de l'editor WYSIWYG han estat lluitant des de llavors amb com presentar millor aquests conceptes als seus usuaris sense confondre'ls exposant la realitat subjacent. En aquest sentit, els editors moderns de WYSIWYG ho van aconseguir fins a cert punt, però cap d'ells ho ha aconseguit completament.
Sigui com sigui creada o editada una pàgina web, WYSIWYG o a mà, per tal de tenir èxit entre el major nombre possible de lectors i espectadors, així com per mantenir el valor 'mundial' de la web en si, en primer lloc hauria de consistir en un marcat i codi vàlids. No s'hauria de considerar preparat per a la World Wide Web fins que la seva sintaxi HTML i CSS s'hagi validat amb èxit utilitzant els serveis de validació W3C (W3C HTML Validador i W3C CSS Validador) o altres alternatives fiables.
L'accessibilitat de les pàgines web per aquells amb discapacitats físiques, visuals o d'un altre tipus no és només una bona idea, tenint en compte la ubiqüitat i importància de la xarxa en la societat moderna, sinó que també està ordenada per la llei. Als Estats Units, l'Acte d'Americans amb Discapacitatsl i al Regne Unit, l'Acta de Discriminació de Discapacitat, requeria accessbilitat en llocs web operats per organitzacions amb finançament públic. En molts altres països ja existeixen lleis similars o aviat ho faran. Fer que les pàgines siguin accessibles és més complex que simplement fer-les vàlides; això és un requisit previ però hi ha molts altres directrius i factors a considerar. Un bon disseny web, ja sigui utilitzant una eina WYSIWYG o no ha de tenir-les en compte també.
Qualsevol eina de programari que s'utilitzi per dissenyar, crear i mantenir pàgines web, la qualitat de l'HTML subjacent depèn de l'habilitat de la persona que treballa a la pàgina. Alguns coneixements d'HTML, CSS i altres llenguatges de scripting, així com una familiaritat amb les recomanacions actuals del W3C en aquestes àrees ajudaran qualsevol dissenyador a produir millors pàgines web, amb un editor d'HTML WYSIWYG i sense.